# Église Saint-Jean de Lapte
L'église Saint-Jean est un édifice situé à Lapte, en France.

## Localisation
L'église est située sur le territoire de la commune de Lapte, dans le département  de la Haute-Loire, en région Auvergne-Rhône-Alpes.

## Description
L'église est construite en 1889, elle apparaît comme une des constructions les plus homogènes dans la région de ce type d'édifices pastiches : réalisée dans un style néogothique assez fin avec des matériaux recherchés permettant la mise en œuvre d'une sculpture délicate, elle a fait l'objet d'un programme décoratif complet, mobilier compris. L'édifice s'inspire d'églises gothiques du nord de la France, surtout à l'intérieur. Il existe peu d'édifices de ce type en Auvergne, le patrimoine religieux du XIXe siècle a été peu préservé et a tendance à disparaître. Déjà en 1842, l'église romane de Lapte était en mauvais état. La foudre en 1883 endommage gravement l'édifice. En 1885, le projet de reconstruction est annoncé et les années suivantes une souscription est lancée. Les travaux commencent en 1889 mais sont interrompus en 1893, en raison de problèmes financiers des entreprises adjudicataires. Les travaux sont achevés en 1896. La nouvelle église s'élève à l'emplacement de l'ancienne en raison de sa situation dominante. Le plan du nouvel édifice se compose d'une nef à deux bas côtés, d'un transept, et d'une abside à cinq pans avec déambulatoire et sacristie accolée au pan sud. Clocher-porche en avancée sur la façade ouest. La façade ouest est occupée essentiellement par le clocher, composé en quatre registres principaux : au niveau inférieur, le portail néogothique à voussures retombant sur des colonnettes à chapiteaux à feuillages ; séparé par trois rangées de bandeaux, le deuxième registre est formé d'une baie triplée, surmontée d'une rose et d'une archivolte ; encore au-dessus, la partie abritant la chambre des cloches est percée également de baies triplées obturées d'abat-sons. Au dernier niveau, s'élance la flèche octogonale également en pierre. Elle est décorée par quatre cadrans d'horloge inscrits dans un encadrement sculpté à couronnement triangulaire ; au-dessus par un trilobe percé sur chaque pan et enfin par quatre ouvertures étroites inscrites dans des sortes de lucarnes. L'ensemble de l'édifice est en pierre appareillée apparente, de couleur claire, jointoyée au mortier noir. La nef est composée de cinq travées, voûtées d'ogives, reposant sur des colonnettes triples accolées aux murs hauts et retombant sur de gros piliers circulaires. Les murs hauts sont éclairés par des fenêtres hautes triples, surmontant une galerie de triforium à circulation également à triple ouvertures. Une chaire en pierre est adossée au premier pilier sud. Elle est assez richement sculptée. Les collatéraux, moins élevés, ont une structure et un décor analogues : voûte d'ogives à clef retombant sur les piles de la nef et sur des demi-colonnes engagées dans le mur gouttereau. De grandes baies l'éclairent. Le transept : chaque bras de transept comporte deux travées, est éclairé de baies triples et orné d'autels adossés inscrits dans un encadrement sculpté en forme d'arc brisé. Le chœur est entouré d'un déambulatoire voûté d'ogives. Il est bâti dans la continuité de la nef, présentant comme elle trois niveaux - fenêtres hautes, galerie de triforium et, en bas, arcs brisés reposant sur des piliers cylindriques à chapiteaux. Ces derniers chapiteaux sont cependant plus ornés que ceux de la nef. Le maître-autel a été réalisé selon les mêmes principes que la chaire et dans le même style néogothique flamboyant. Les vitraux sont dus, semble-t-il, a au moins deux maîtres-verriers. Dans le déambulatoire, ils sont dus à J.-P. Florence de Tours (1903) , et dans la nef, ils sont de Mauvernay de Saint-Galmier (1903).

## Historique
L'église est inscrite au titre des monuments historiques par arrêté du 28 juillet 1998.

## Galerie

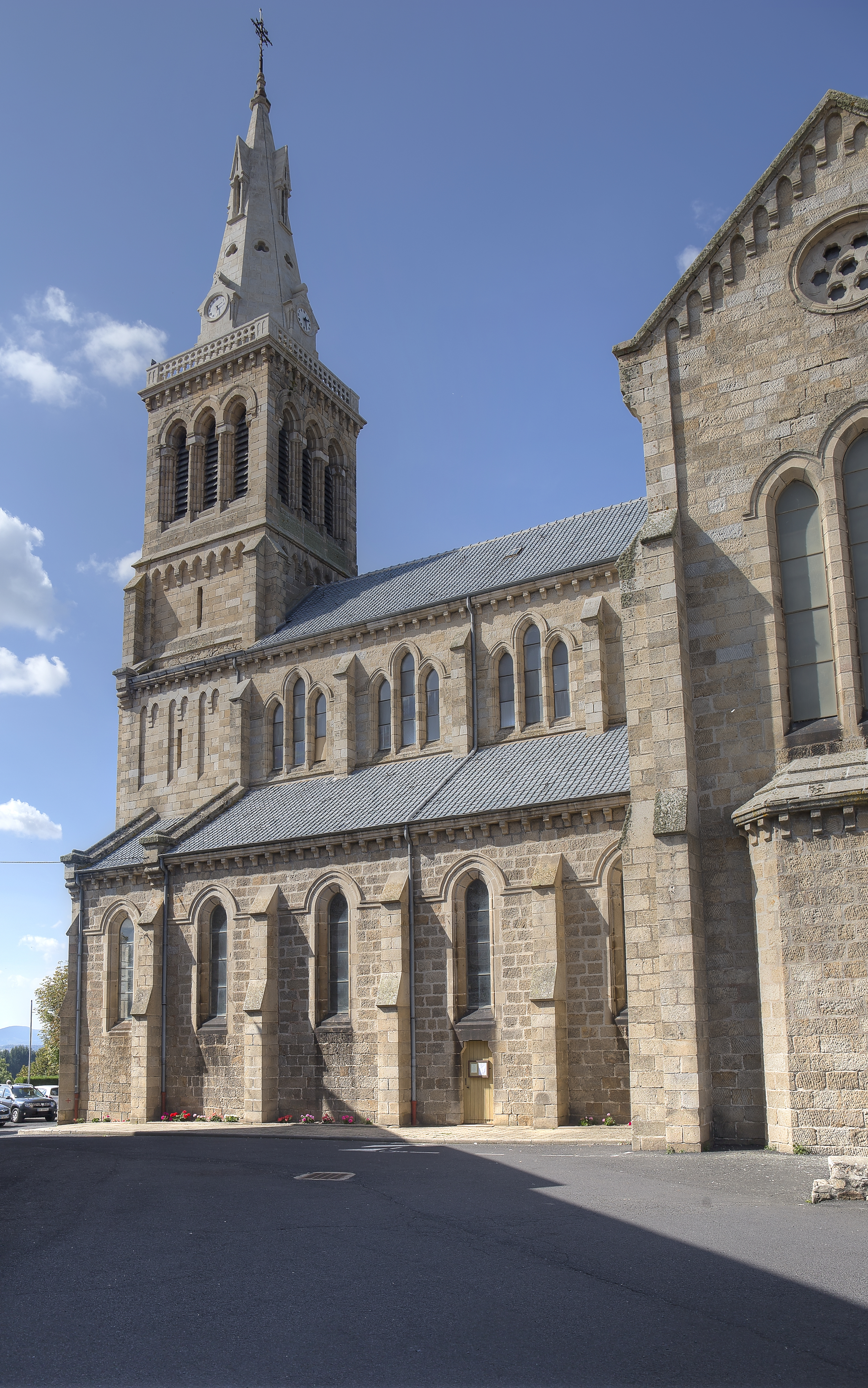
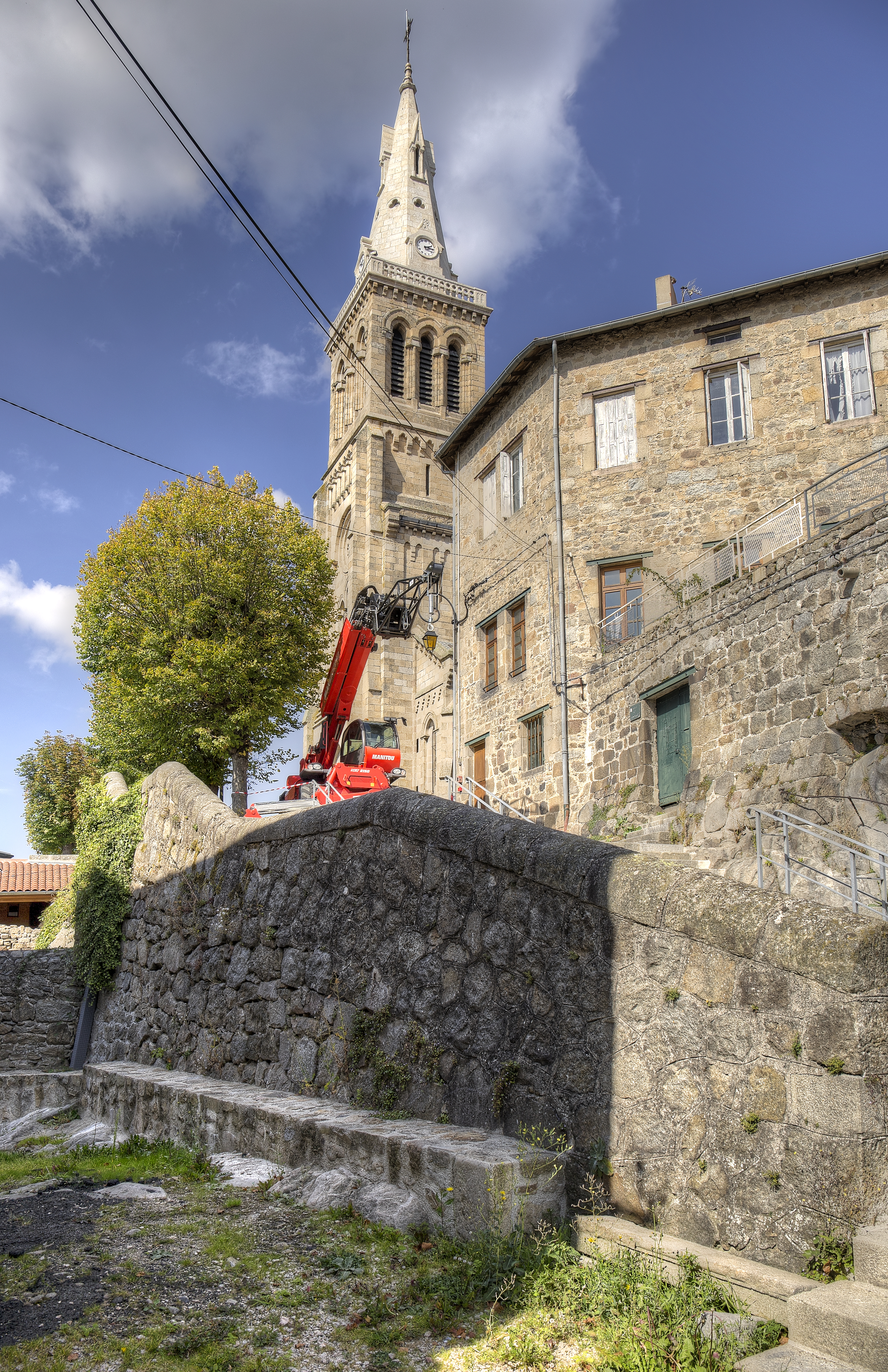
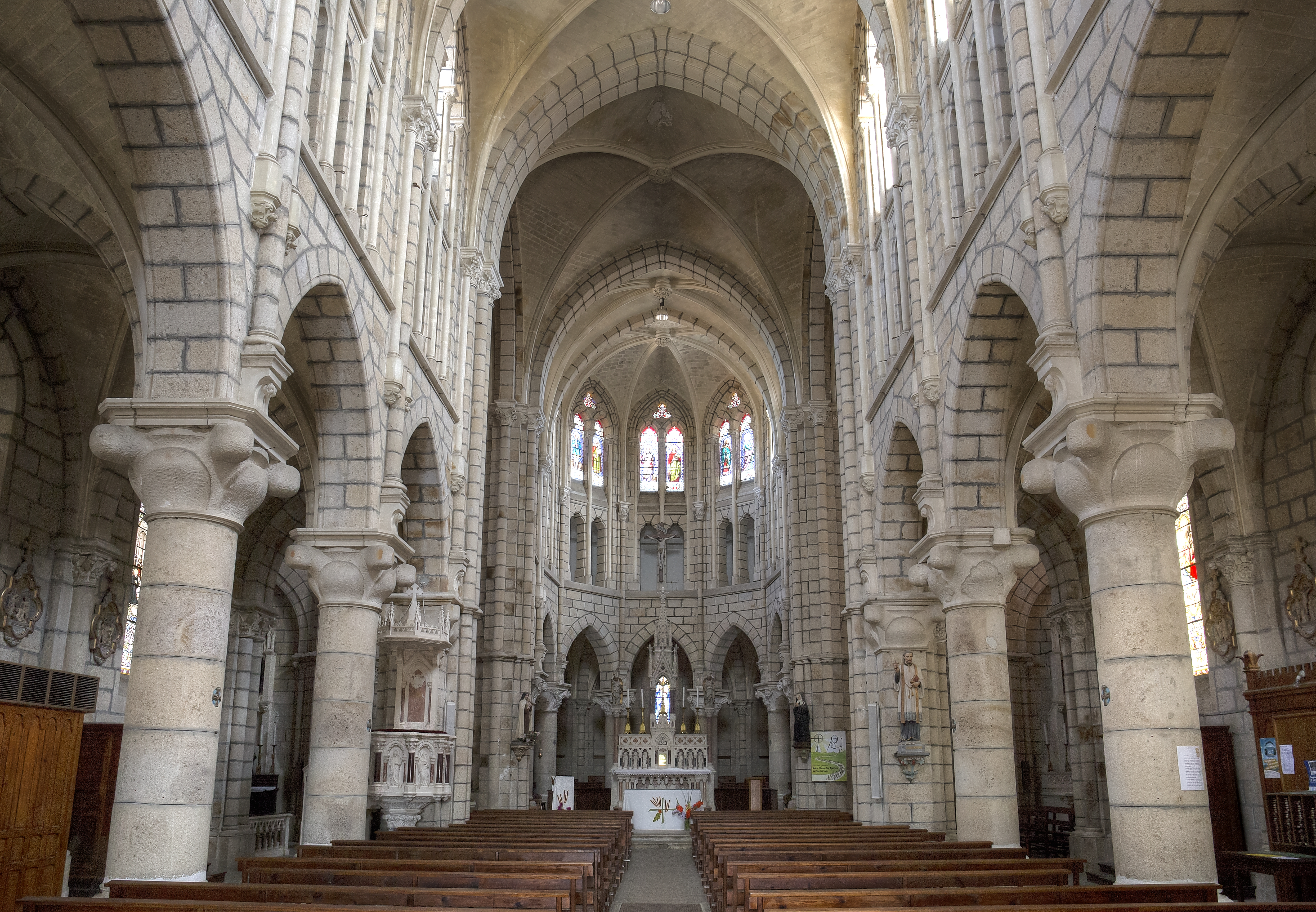
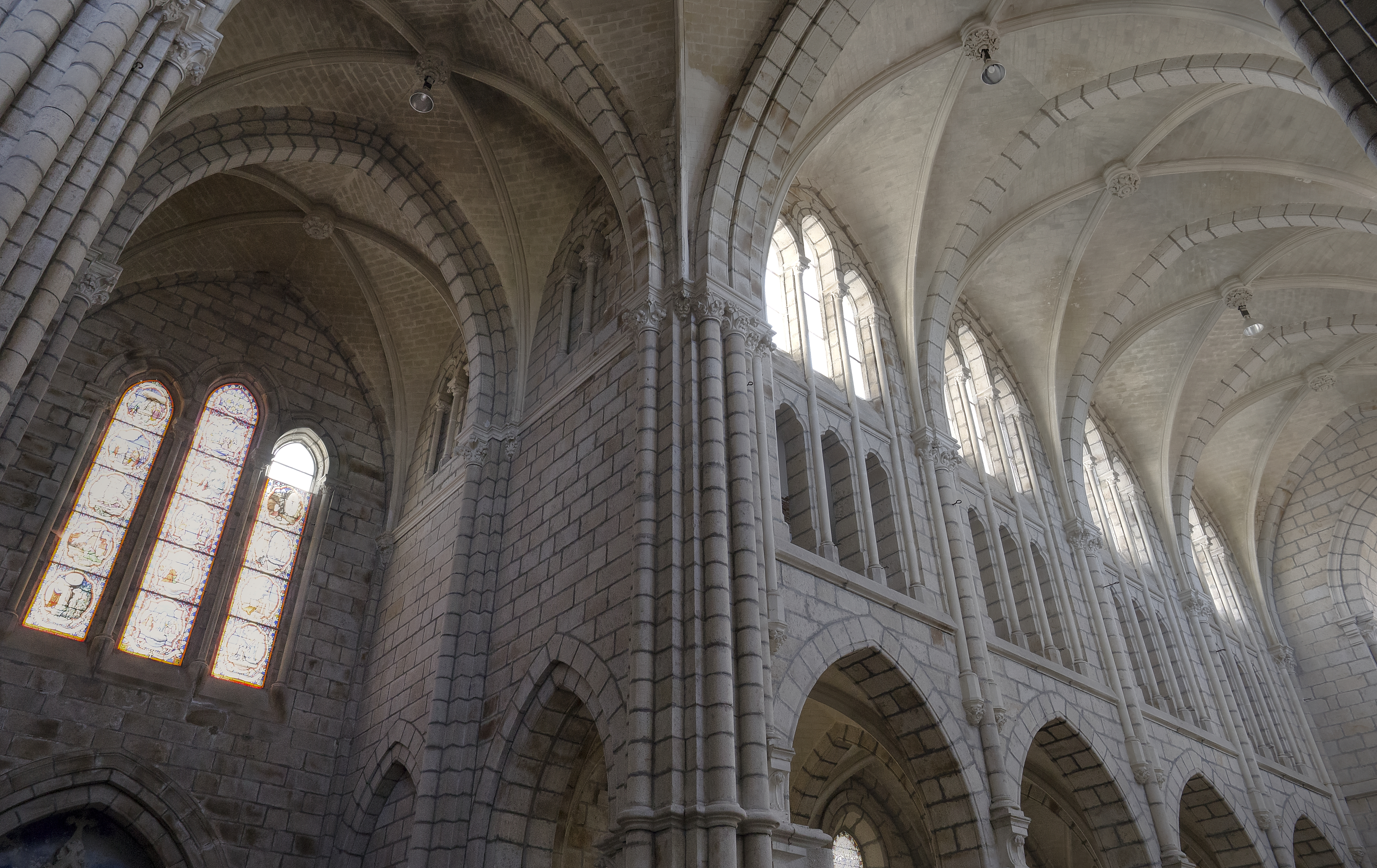
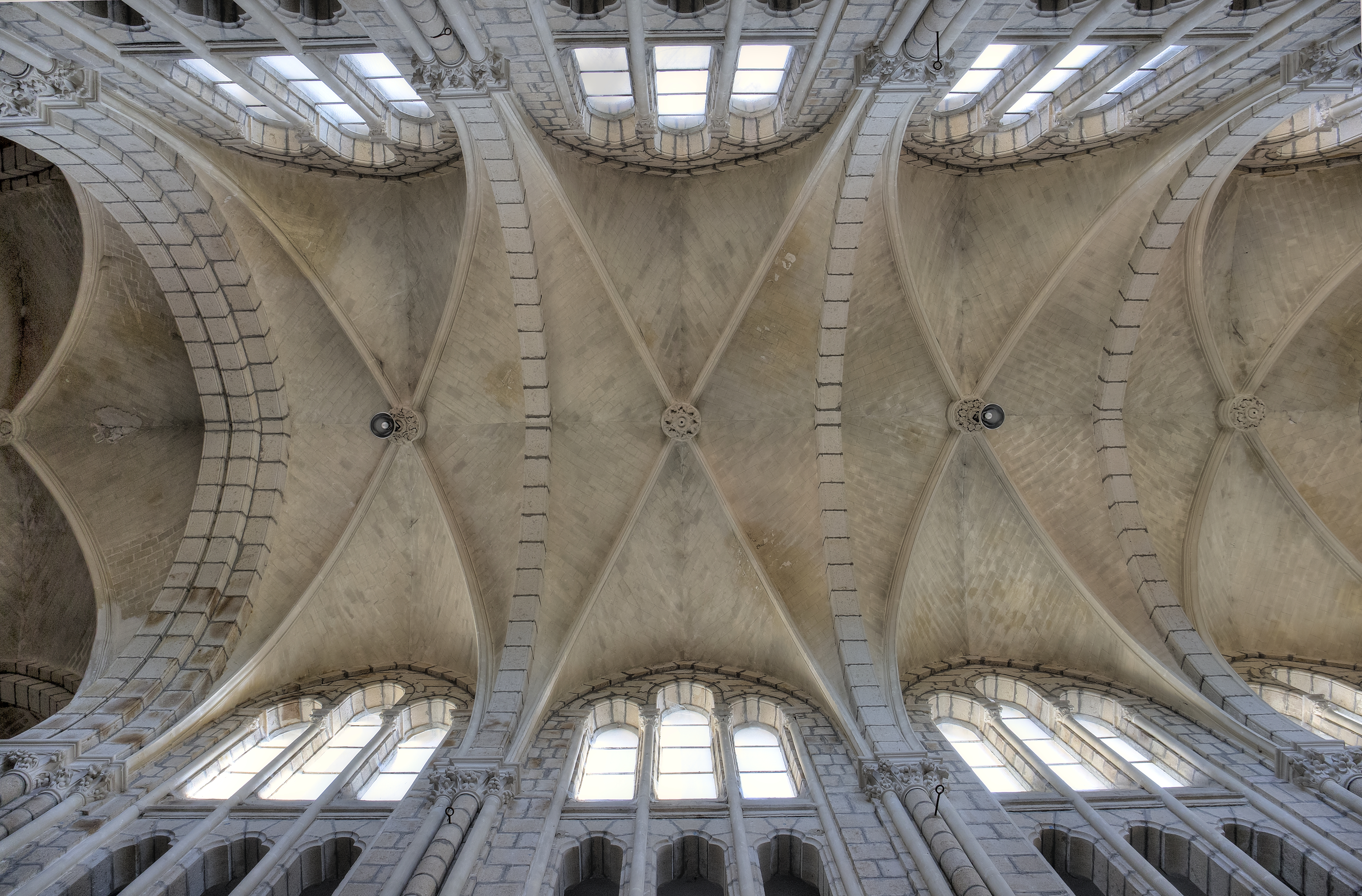
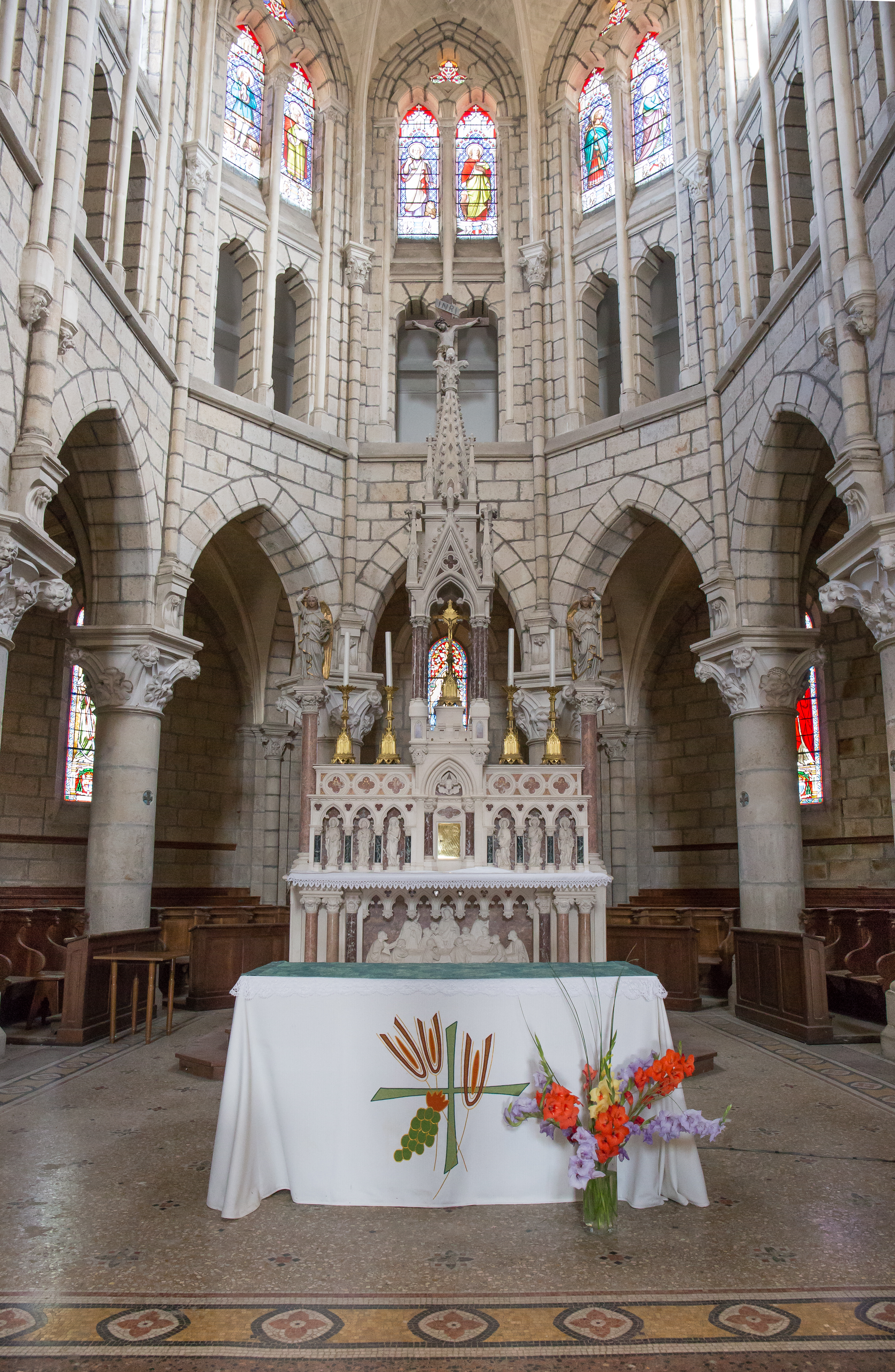
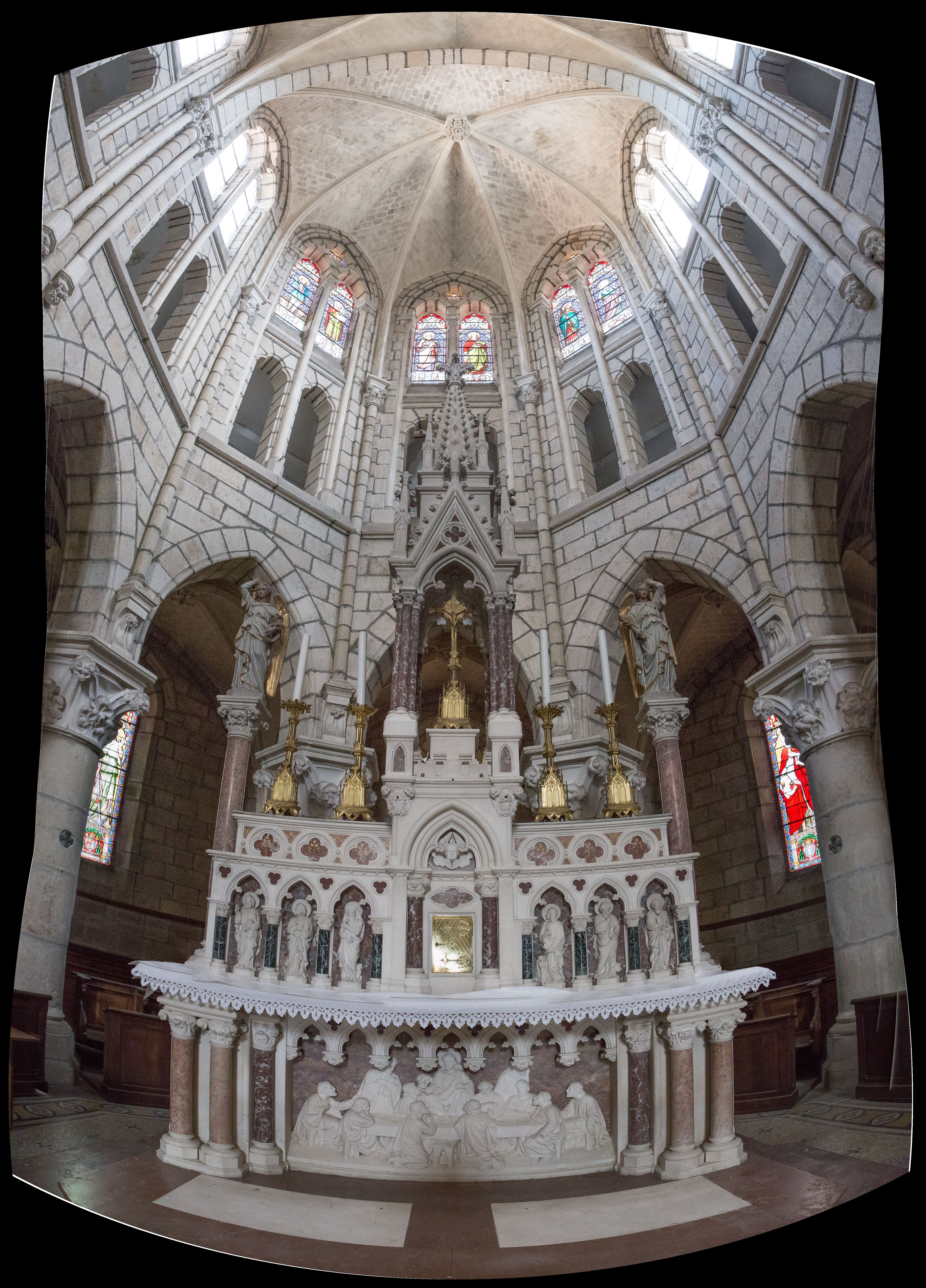
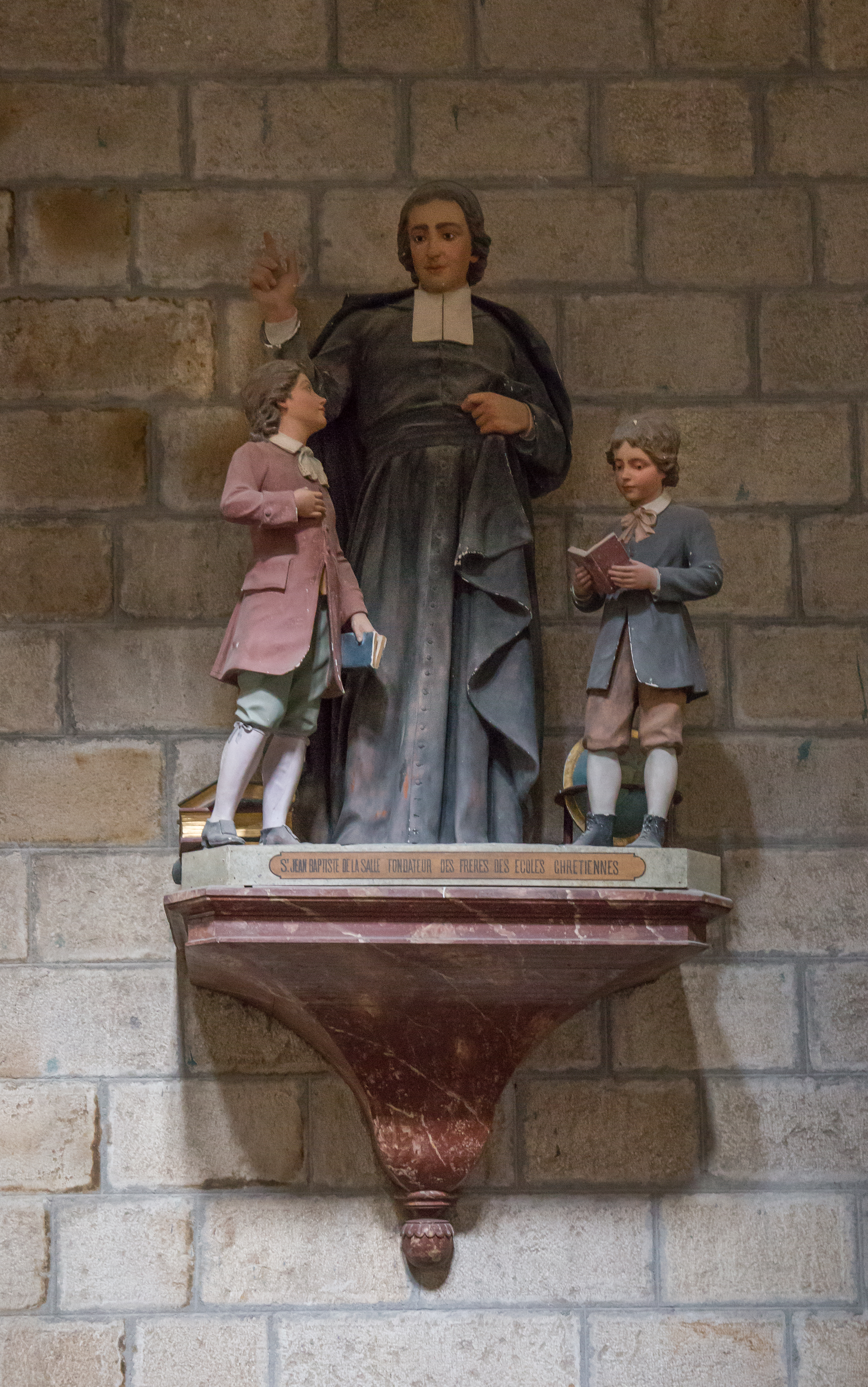
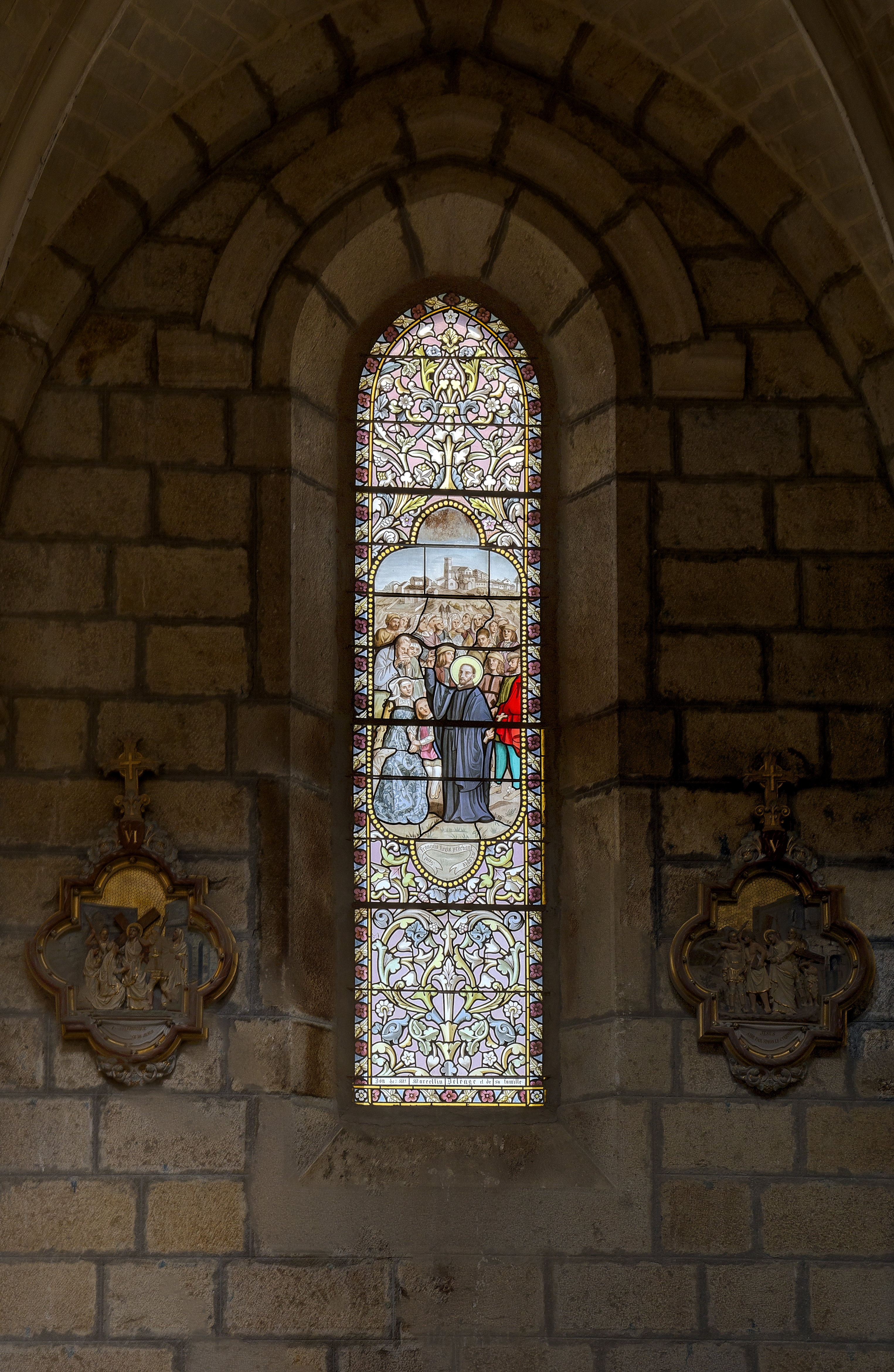
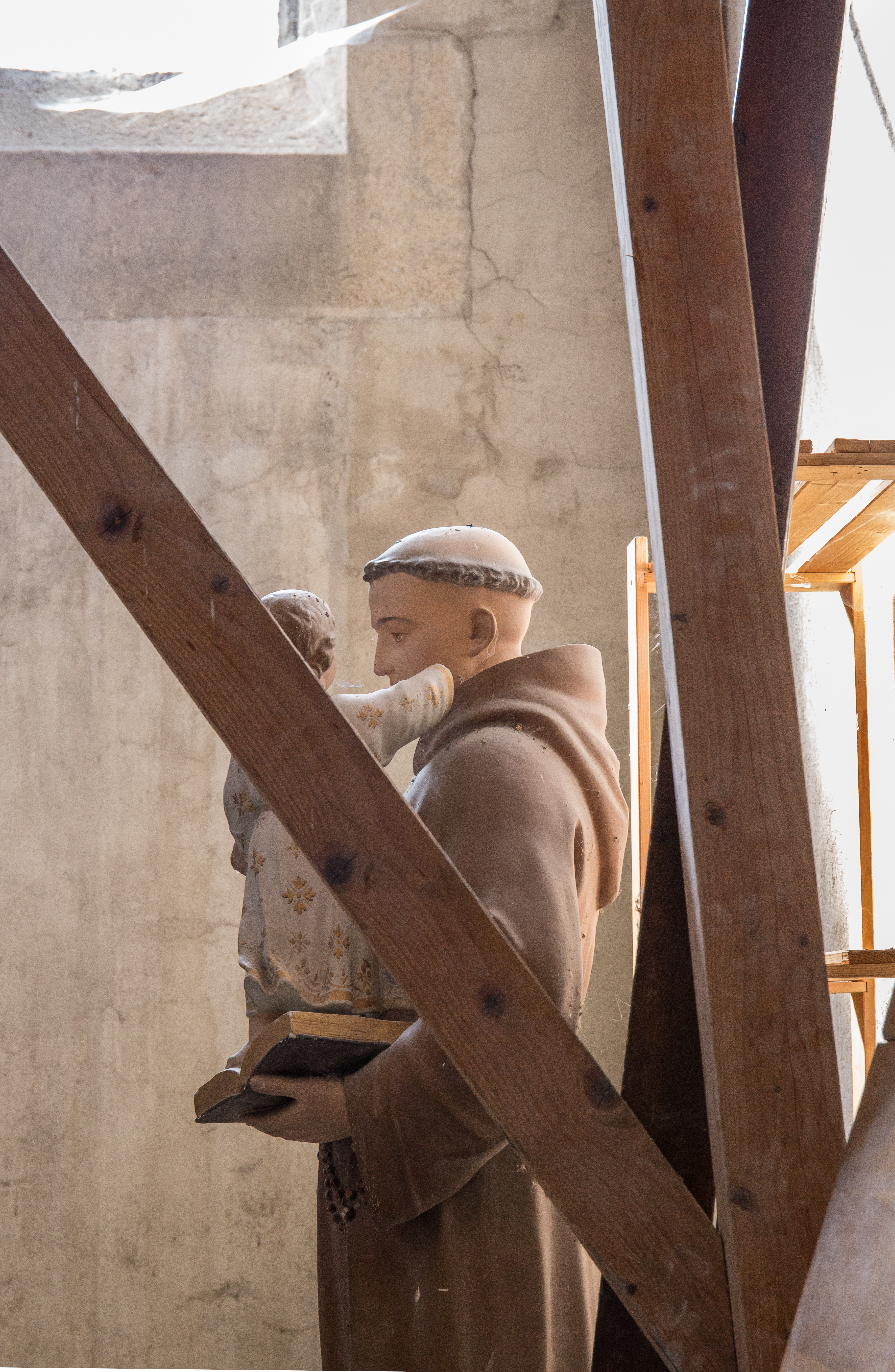